# Signorine buonasera

Nicoletta Orsomando, Marisa Borroni e Maria Teresa Ruta: tre tra le prime annunciatrici televisive italiane negli anni cinquanta

Signorine buonasera è un'espressione utilizzata in Italia per indicare le annunciatrici televisive, figure presenti nella televisione italiana dall'inizio delle trasmissioni fino al 2018. Inizialmente riferita solo alle annunciatrici della Rai, l'espressione si è estesa in seguito a indicare tutte le annunciatrici, anche quelle delle televisioni private nazionali e locali.

## Annunciatrici Rai
Il ruolo principale delle annunciatrici era quello di raccordare tra loro i programmi trasmessi dal canale televisivo, annunciare il palinsesto della giornata, segnalare eventuali cambi di programmazione, dare annunci istituzionali per conto della Rai ed essere pronte a intervenire entrando in onda in diretta in caso d'interruzione delle trasmissioni in corso per motivi tecnici. Per questo motivo, per decenni gli annunci sono stati trasmessi rigorosamente in diretta. Per molti anni tra i compiti delle annunciatrici Rai vi fu anche la lettura delle previsioni meteo, in particolare l'edizione del mattino in onda su Rai 1 (saltuariamente anche quella serale) e quella del pomeriggio su Rai 3, la conduzione delle rubriche Oggi al Parlamento, Almanacco del giorno dopo e Spaziolibero, delle rubriche sul traffico stradale e autostradale, dell'oroscopo in onda in coda al TG2 della notte e del segnale orario. Spesso avevano inoltre il ruolo di speaker e commentatrici di eventi musicali, manifestazioni sportive, cerimonie di premiazione. 

Il soprannome signorine buonasera deriva dal saluto con cui queste donne erano solite iniziare gli annunci che precedevano le trasmissioni televisive serali, rimasto nella memoria collettiva italiana:
Per moltissimi anni in Italia questo ruolo televisivo è stato esclusivamente appannaggio delle donne (mentre alla radio vi furono invece anche molti annunciatori di sesso maschile, tra cui un esordiente Corrado negli anni quaranta), sia nella TV pubblica che nelle emittenti commerciali (nazionali e locali), a differenza delle altre televisioni europee (come ad esempio la britannica BBC, la spagnola TVE, la transalpina France 2 e la tedesca ProSieben) in cui l'annuncio dei programmi era affidato, anche se in misura minoritaria, anche agli uomini, tant'è che alla fine degli anni ottanta i dirigenti Rai dichiararono che tale ruolo sarebbe stato affidato, da lì in avanti, anche a uomini, ma ciò non ebbe poi seguito; le uniche eccezioni si sono verificate su Rai 3, dove, nella stagione 1987-88, i programmi della prima e della seconda serata venivano annunciati da due coppie, una composta da due ragazze (un'esordiente Federica Panicucci e Olivia Gozzano) e l'altra composta da due ragazzi (Mattia Intra e Victor Macoggi); tali coppie, che realizzavano gli annunci dagli studi Rai di Milano, erano comunque alternate alle signorine buonasera tradizionali. Dopo ciò vi è stato un altro caso di annunciatore di sesso maschile: si tratta di Livio Beshir, che ricoprì tale ruolo su Rai 2 dal 5 luglio 2009 al 1º luglio 2010. Non vanno invece annoverati come tali Aldo Parmeggiani e Uwe Ladinser (quest'ultimo marito dell'annunciatrice Peppi Franzelin), in quanto avevano il ruolo di presentatori del telegiornale in lingua tedesca prodotto dal Rai Sender Bozen (struttura della Rai dedicata alla programmazione germanofona rivolta all'Alto Adige), ben diverso rispetto a quello delle signorine buonasera.
Inizialmente la Rete 3 (l'odierna Rai 3) non prevedeva la partecipazione delle annunciatrici Rai ufficiali. Nel 1979 a inaugurare le trasmissioni fu una studentessa quindicenne italo-argentina, Fabiana Udenio, che salutò con un «ciao» i telespettatori della nuova rete; la Udenio venne poi alternata a Silvia Verdone (sorella dell'attore Carlo e futura moglie dell'attore Christian De Sica), Caterina Sylos Labini, Anna Pettinelli, Danila Caccia, Franca Cielo e Laura Mercatali, ma già dall'anno successivo queste nuove ragazze furono sostituite dalle signorine buonasera classiche, che iniziarono così ad annunciare anche i programmi della terza rete.
Inizialmente gli annunci venivano realizzati a Roma, Milano, Torino e Napoli, città che ospitano i centri di produzione della TV pubblica italiana. Nel 1965 si decise di concentrare il servizio solo a Roma e Milano, eliminando gli annunci dalle sedi di Torino e Napoli: Rosanna Vaudetti, che prestava servizio a Torino, fu trasferita a Milano (nel 1969 si spostò a Roma) e Anna Maria Xerry De Caro passò da Napoli alla capitale. Fino alla fine degli anni sessanta, da Milano venivano annunciati i programmi provenienti dai centri di produzione di Torino e Milano, le esterne dal Nord Italia e i programmi dell'Eurovisione, da Roma le produzioni degli studi di Napoli e Roma e le esterne dal Centro e Sud Italia. Dagli anni settanta le annunciatrici delle due città si alternavano con turni prestabiliti. Nel 1990 le signorine buonasera attive a Roma vennero trasferite dal Centro di produzione Rai di via Teulada a quello più moderno e capiente di Saxa Rubra, all'epoca appena inaugurato. Dal 2000 (anno in cui andò in pensione Maria Brivio, ultima annunciatrice rimasta ancora attiva da Milano) fino al pensionamento della figura da parte della Rai, avvenuto nel 2016, gli annunci sono stati realizzati unicamente da Saxa Rubra.
Le annunciatrici Rai trasmettevano i propri annunci all'interno di appositi studi, venendo esclusivamente riprese a mezzobusto. Per molti anni alle loro spalle vi era una tenda che ricordava un sipario teatrale. Dal 1977 la tenda viene sostituita da pannelli in tinta unita di colore grigio, azzurro, rosso o giallo. Dal 1º dicembre 1987, complice un lavoro di restyling d'immagine dell'azienda, lo sfondo degli annunci adotta un nuovo apposito pannello azzurro molto più luminoso dei precedenti, con raffigurati i tre solidi simbolo delle tre reti Rai (sfera blu per Rai 1, cubo rosso per Rai 2, tetraedro verde per Rai 3). In base alla rete relativa all'annuncio in corso si illuminava il solido associato, mentre in caso di annunci a reti unificate o relativi ai programmi di tutte e tre le reti venivano illuminati tutti e tre i solidi. A partire dal maggio 1988 lo sfondo degli annunci di Rai 3 cambia rispetto a quelli degli altri due canali Rai: le signorine buonasera qui apparivano in bianco e nero, a mezzobusto oppure sedute e a figura intera, fra grandi virgolette di colore rosso poste in sovrimpressione ai due angoli dello schermo. Nell'ottobre del 2000 il pannello azzurro con i solidi viene sostituito da nuovi pannelli, per la prima volta diversi per ogni rete e con in rilievo il nuovo logo a farfalla dell'azienda. Anche gli annunci di Rai 3 si uniformano nuovamente nello stile a quelli di Rai 1 e Rai 2.
Il ruolo delle signorine buonasera viene pesantemente ridimensionato il 21 settembre 2003, quando la Rai effettua un ricambio generazionale delle annunciatrici riducendo loro lo spazio concesso, togliendo loro la possibilità di andare in onda in diretta e dando inoltre più risalto alla bella presenza che alla dizione. In quell'anno la TV di Stato decide di rimuovere dall'incarico Maria Rita Viaggi, Katia Svizzero e Alessandra Canale (quest'ultima però, in seguito a un ricorso, sarà poi reintegrata come signorina buonasera dal 1º maggio 2010 solo su Rai 2), ultime tre annunciatrici della vecchia guardia rimaste ancora in attività, assumendo al loro posto sei giovanissime ragazze, in buona parte provenienti dalle file del concorso di bellezza Miss Italia. A differenza del passato inoltre, sulla falsariga di Mediaset, ciascuna annunciatrice lega il proprio volto esclusivamente a una singola rete. 
La figura dell'annunciatrice viene definitivamente accantonata dalla Rai nel 2016; gli ultimi annunci ufficiali vanno in onda su Rai 1, Rai 2 e Rai 3 il 28 maggio, rispettivamente letti da Claudia Andreatti, Alessandra Canale e Sarita Agnes Rossi. Gli ultimi due annunci di Rai 1, in realtà, non sono andati in onda a causa della morte dell'attore Giorgio Albertazzi, avvenuta nella giornata del 28 maggio 2016, che ha portato a dei cambiamenti del palinsesto della rete; tali annunci vengono comunque mostrati rispettivamente durante il TG1 delle 20:00 dello stesso giorno, all'interno di un servizio realizzato appositamente per omaggiare il "pensionamento" di tale figura, e all'interno di una puntata del talk show Porta a Porta, in onda il 2 giugno e anch'essa dedicata all'evento. Il 31 maggio, nonostante l'ufficiale pensionamento delle annunciatrici, su Rai 3 alle 13:10 è stato trasmesso un annuncio elettorale precedentemente registrato da Sarita Agnes Rossi.
A partire dal 29 maggio 2016, i palinsesti delle reti Rai sono mostrati da apposite grafiche e annunciati da uno speaker fuori campo; tale soluzione è rimasta in uso fino al 1º gennaio 2023, quando esse sono state accorciate nella durata e private della voce fuori campo.

## Lista delle annunciatrici Rai

### Anni cinquanta

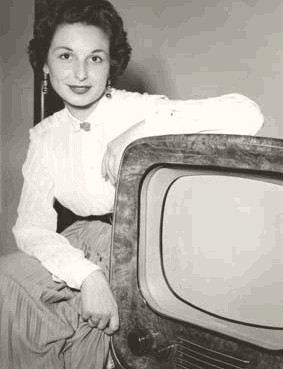
Nicoletta Orsomando

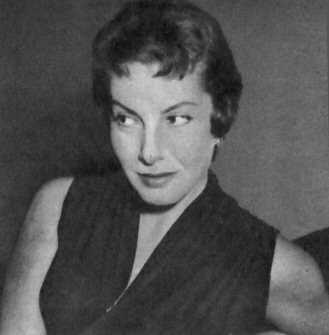
Adriana Serra

Nella lista sono comprese anche le annunciatrici attive durante gli anni della sperimentazione (1939; 1949-1954)
- Lidia Pasqualini (1939; 1949-1954)
- Olga Zonca (1949-1953)
- Fulvia Colombo (1949[8]-1963)
- Marisa Borroni (1953-1961)
- Nicoletta Orsomando (1953-1993)
- Lidia Pera (1954-1955)
- Nataniela De Micheli (1954-1957)
- Annie Ninchi (1954-1957)
- Adriana Serra (1954-1957)
- Emma Danieli (1954-1958)
- Maria Teresa Ruta (1954-1958)
- Nives Zegna (1954-1969)
- Anna Maria Gambineri (1958-1994, con una breve interruzione nel 1990)
- Lilli Lembo (1959-1964)
- Aba Cercato (1959-1983)
- Milena Zini (1958-1963)
- Franca Vecchi

### Anni sessanta
- Laura Efrikian (1961-1965)
- Graziella Antonioli (1961-1968)
- Gabriella Farinon (1961-1968)

Mariolina Cannuli

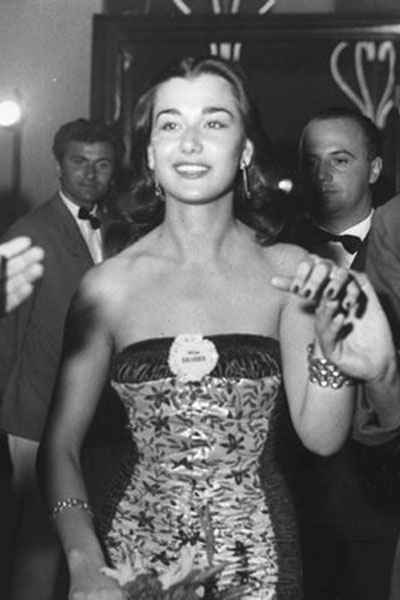
Brunella Tocci

- Anna Maria Xerry De Caro (1961-1972)
- Mariolina Cannuli (1961-1994)
- Maria Grazia Picchetti (1961-1997)
- Rosanna Vaudetti (1961-1998)
- Brunella Tocci (1961-1972)
- Maria Pia Luzi (1964-1966)
- Maria Giovanna Elmi (1968-1988)
- Roberta Giusti (1968-1985)
- Gertrud Mair (1968-1991)
- Simona Gusberti (1968-1987)
- Paola Perissi (1969-2000)
- Ughetta Lanari (1969-1987)
- Anna Maria Pinnizotto

#### Annunciatrici di Rai Sender Bozen
- Peppi Franzelin (1966-1991)
- Gertrud Mair (1966-1991)
- Helga Wiedenhofer (1966)

### Anni settanta

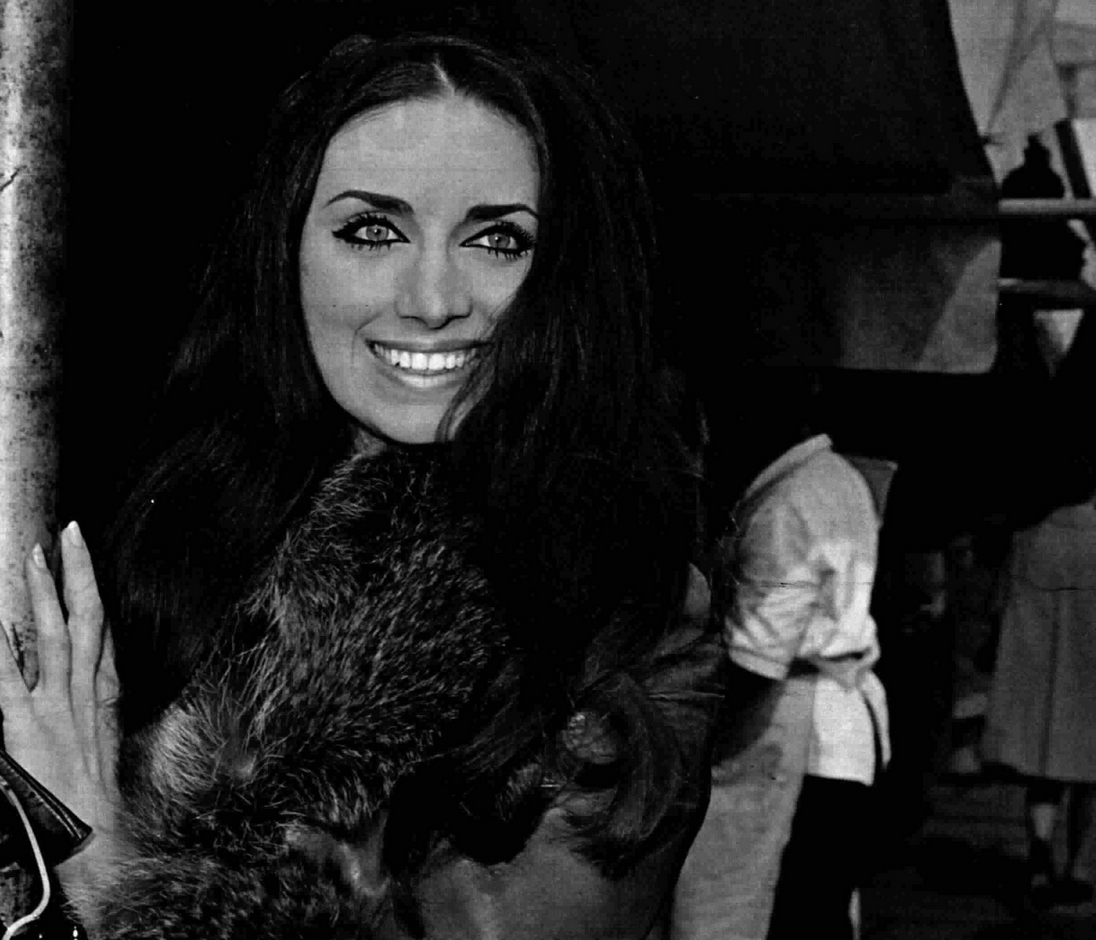
Marina Morgan

- Graziella Romeo (1970-1975)
- Liliana Ursino (1970-1999)
- Marina Morgan (1975-2002)
- Beatrice Cori (1977-1999)
- Simona Izzo (1977-1982)
- Peppi Franzelin (1979-2002)
- Maria Rita Viaggi (1979-2003)

#### Annunciatrici della Rete 3
- Fabiana Udenio (1979-1980)
- Danila Caccia (1979-1980)
- Franca Cielo (1979-1980)
- Laura Mercatali (1979-1980)
- Anna Pettinelli (1979-1980)
- Silvia Verdone (1979-1980)
- Caterina Sylos Labini (1979-1980)

### Anni ottanta e novanta
- Tiziana Amico (1981-1991)
- Maria Brivio (1981-2000)
- Cristina Di Pietro (1981)
- Fiammetta D'Angelo (1981-1988)
- Ilaria Moscato (1982-1998)
- Alessandra Canale (1983-2003)
- Valeria Perilli (1983-1991)
- Valentina Montanari (1986-1987)
- Paola Mari (1987-1999)
- Katia Svizzero (1988-2003)

#### Annunciatori di Raitre
- Olivia Gozzano (1987-1988)
- Mattia Intra (1987-1988)
- Victor Macoggi (1987-1988)
- Federica Panicucci (1987-1988)

### Anni duemila e duemiladieci

#### Rai 1

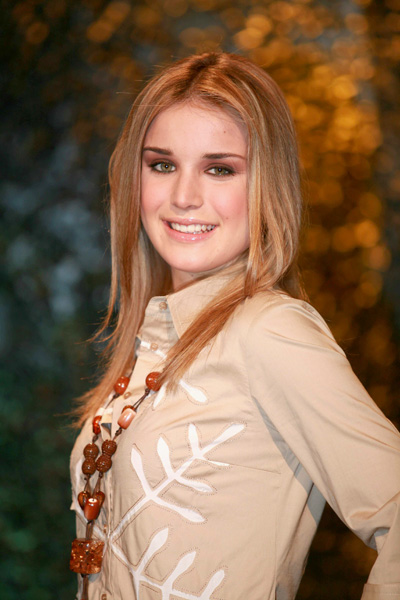
Elisa Silvestrin

- Virginia Sanjust di Teulada (2003-2004)
- Barbara Matera (2003-2007)
- Chiara Perino (2004-2006)
- Elisa Silvestrin (2006-2016)
- Claudia Andreatti (2007-2016)

#### Rai 2
- Janet De Nardis (2003-2009)
- Arianna Marchetti (2003-2009)
- Livio Beshir (2009-2010)
- Natasha Cicognani (2009-2010)
- Alessandra Canale (2010-2016)

#### Rai 3
- Giorgia Würth (2003-2008)
- Alessia Patacconi (2003-2012)
- Sarita Agnes Rossi (2008-2016)
- Dalila Pasquariello (2012-2016)

## Annunciatrici Mediaset
Negli anni settanta e ottanta, con la nascita delle prime TV private, anche le nuove realtà televisive si avvalsero della figura dell'annunciatrice. Grande popolarità ottennero in particolare le "signorine buonasera" del gruppo Fininvest, poi divenuto Mediaset nel 1996: a differenza delle annunciatrici Rai, infatti, le signorine buonasera delle reti Mediaset avevano un'età media più giovane, adottavano un look più moderno, giovanile e informale e interagivano con il pubblico da casa in maniera più intima e confidenziale rispetto a quella più istituzionale e distaccata della tv pubblica (l'espressione di esordio Signore e signori, buonasera era qui sostituita da Cari amici, buonasera). Gli annunci inoltre venivano registrati e accompagnati da un jingle musicale che rendeva facilmente riconoscibile l'appuntamento e faceva da sottofondo all'intero spazio. Ogni annunciatrice era legata a una singola rete (salvo rare eccezioni in cui potevano apparire anche sulle altre reti in caso di malattie, maternità o ferie delle annunciatrici di ruolo) ed effettuava gli annunci davanti ad un pannello nel quale figurava in primo piano il logo del canale. Nel corso degli anni scenografie, grafiche e basi musicali si sono adeguate al cambiamento delle mode e dei tempi. Con il passare degli anni, come avvenuto in Rai, il ruolo delle annunciatrici divenne via via sempre meno centrale.
Gli annunci sono stati ridotti per numero e durata e collocati in orari di minore visibilità, fino alla cancellazione totale. La figura dell'annunciatrice a Mediaset venne abolita inizialmente da Italia 1 nel 2002, poi da Canale 5 nel 2004; Nel 2005 anche la piattaforma digitale terrestre a pagamento Mediaset Premium adottò la figura dell'annunciatrice per promuovere i suoi contenuti (con tanto di finestre giornaliere anche sui canali generalisti), per poi rimuoverla nel 2007. Rete 4 invece mantenne tale figura per altri 11 anni: l’ultimo annuncio andò in onda l'8 luglio 2018, pensionando così definitivamente tale figura televisiva in Italia.

## Lista delle annunciatrici Mediaset

### Canale 5
Titolari
- Eleonora Brigliadori (1980-1984)
- Fabrizia Carminati (1980-1984)
- Fiorella Pierobon (1984-2003)
- Lisa Gritti (2003-2004)

Supplenti
- Ingrid Picasso (1981)
- Stella Carnacina (1981-1982)
- Paola Vivaldi (1983)
- Paola Perego (1986)
- Susanna Messaggio (1985-1986)
- Emanuela Folliero (1990-1991)
- Daniela Castelli (1990-1995)
- Karin Nimatallah (1990-1995)

### Italia 1
Titolare
- Gabriella Golia (1982-2002)

Supplenti
- Maria Grazia Rondi (1982)
- Orietta Meli (1982-1983)
- Fiorella Pierobon (1982-1984)
- Dania Cericola (1982-1985)
- Stella Carnacina (1982)
- Licia Colò (1982-1985)
- Veronica Ghinzani (1982-1985)
- Paola Perego (1985)
- Manuela Blanchard (1985-1986)
- Patrizia Nanetti (1987-1990)
- Emanuela Folliero (1990-1991)
- Karin Nimatallah (1990-1995)

### Rete 4
Titolari
- Patricia Pilchard (1982-1984)
- Cinzia Lenzi (1984-1991)
- Alessandra Buzzi (1985-1990)
- Emanuela Folliero (1991-2018, con una breve interruzione nel 2003)
- Benedetta Massola (2003)

Supplenti
- Stefania Nobile (1982)
- Manuela Blanchard (1984)
- Emanuela Folliero (1990-1991, poi divenuta annunciatrice ufficiale del canale)
- Karin Nimatallah (1990-1995)

### Mediaset Premium
- Romina Minadeo (2005-2007)

## Altre annunciatrici
elenco non esaustivo
Seppur con minore visibilità, il ruolo dell'annunciatrice è stato presente anche in numerose altre TV private.

### Telemontecarlo
Anche Telemontecarlo, sulla falsariga di Rai e Mediaset, ha avuto le proprie signorine buonasera, attive dal 1974 al 1985; in seguito, con l'avvento di Rede Globo alla guida del canale, l'emittente adottò uno stile più americano che europeo e la figura dell'annunciatrice venne dunque abolita. Venne poi ripristinata nel 1996, dopo l'acquisizione del canale da parte della Cecchi Gori Group. Nel 2001, quando l'emittente cambiò nome in LA7 a seguito della cessione della proprietà a Telecom Italia Media, la figura della signorina buonasera fu definitivamente cancellata.
- Loredana Bolis (1974-1985)
- Liliana Dell'Acqua (1974-1985)
- Sissi Carullo (1979-1985)
- Raffaella Bragazzi (1979-1983)
- Cinzia Sgambati (1979-1985)
- Tiziana Arona (1979-1985)
- Paola Rota (1996-1999)
- Athama Martelli (1999-2001)
- Lara Barbara Bernardi (1999-2001)

### RSI / TSI
Elenco delle annunciatrici della televisione svizzera di lingua italiana, per lungo tempo visibile anche in buona parte della penisola italiana:
- Graziella Antonioli (1968-1993)
- Mascia Cantoni
- Marina Ambrosetti[9]
- Fernanda Bernasconi[10]
- Wilma Gilardi[10]
- Daniela Grigioni Lüthi[10]
- Cristina Trezzini[10]
- Dudu Gobba[11]
- Marina Grigioni[11]
- Rossana Panzera[10]
- Letizia Sproccati[10]
- Cristina Vanossi[10]
- Beatrice Maspero[10]
- Sara Galeazzi[10]

### TV Koper-Capodistria
Elenco delle annunciatrici di Tv Koper-Capodistria, emittente in lingua italiana della Jugoslavia poi Slovenia, per lungo tempo visibile in buona parte della penisola italiana:
- Anna Apollonio
- Bruna Alessio
- Vojka Berlot
- Rita Burzio
- Sonja Larch
- Teresa Matos
- Liviana Miklaučič
- Rosy Simonovič

### Syndication
Rete A
 Elena Mazza (1983-1993)
Euro TV/Odeon TV
Tamara Cantelli (1983-1987)
Didi Leoni (1987-1988)
Paola Rota (1988-1991)
Roberta Ghinazzi (1995-1997)